# Astrakhan
Astrakhan (russisk: Астрахань, tr. Astrakhan) er en større by i Rusland, beliggende ved Volgaflodens delta ved det Kaspiske Hav. Byen er hovedstad for Astrakhan oblast, og har 465.524 (2024) indbyggere. Landområdet rundt om byen er meget frugtbart. Byens centrale kvarterer, der stammer fra sovjettiden, består hovedsageligt af højhuse. Tæt på centrum er flere ældre bebyggelser med træhuse blevet bevaret. Byens centrum huser derudover et Kreml.

## Geografi
Astrakhan er beliggende i den sydøstlige del af østeuropæiske slette, i det kaspiske lavland i den øvre del af Volga deltaet på 11 øer, og strækker sig mere end 45 km langs Volga-kysten. Området er fladt, med adskilte småbakker med en relativ højde 5-15 m. Byens centrum ligger 25 meter under havets overflade. Byens areal er 208,7 km². Afstanden til Moskva er 1411 km ad vej

### Klima
Vinteren er kort med en gennemsnitstemperatur i januar på –5 °C. Sommeren er lang og varm med gennemsnitstemperatur i juli på +25 °C. Årets gennemsnitstemperatur er +10 °C. Området er tørt med en gennemsnitlig nedbørsmængde på 222 mm pr. år, ca. en tredjedel af den gennemsnitlige nedbør i Danmark.

## Historie
Byens nævnes i skriftlige kilder første gang i 1300-tallet som Xacitarxan. Ruinerne af denne gamle bebyggelse er i moderne tid blevet genfundet 12 km opstrøms fra vore dages Astrakhan. 1556 erobrede Ivan den Grusomme området, og han byggede herefter et fort på en høj bakke med god sigt over Volga. 1569 blev byen belejret af en osmannisk hær, men den holdt stand, og tyrkerne måtte opgive. Et år senere opgav sultanen alle sine krav på byen, og hele Volgafloden var nu en del af den russiske indflydelsessfære. I 1600-tallet blev Astrakhan Ruslands port mod orienten, og handelsmænd fra bl.a. Armenien og Persien bosatte sig i den og gav byen en multinational karakter.
I sytten måneder i 1670–1671 blev Astrakhan kontrolleret af Stenka Rasin og hans kosakker under et oprørsforsøg. I 1705 udbrød endnu et oprør mod zaren i byen (Bulavin opstanden) da en kosakhær var i byen. I 1717 gjorde Peter den Store Astrakhan til hovedstad i Astrakhan guvernement, samtidigt grundlagde han et stort værft i byen i begyndelsen af 1700-tallet. Han benyttede desuden byen som base under krigene mod Persien; den blev bl.a. plyndret af perserne i 1719. Katarina den Store tildelte senere i århundredet byen en række vigtige industrielle privilegier.
Astrakhans kreml blev opført mellem 1580'erne og 1620'erne af materiale, der blev taget fra Den Gyldne Hordes gamle hovedstad Sarai Berke. Byens to store katedraler blev indviet kort efter hinanden i 1700 og 1710. Arkitekterne stammede fra Jaroslavl; kirkernes ydre har mange elementer, der stammer fra traditionel russisk kirkearkitektur, mens deres indre er udført helt i barokstil.

## Seværdigheder
I Astrakhan findes den berømte Uspenski katedral, flere kirker, et galleri med en omfangsrig samling af russisk kunst, Khlebnikov Museum samt ikke mindst Astrakhans Kreml. I byen finder man mange eksempler på byggeri fra forskellige perioder – renæssance, klassicisme, orientalsk, russisk og ortodoks. Der findes købmandsgårde og en børs.
I Volga-deltaet, som er Ramsarområde der er nomineret til UNESCO World Cultural and Natural Heritage List, findes en rig fauna (pelikaner, hejrer, oddere, skildpadder, stør, havørne m.v. samt mange trækfugle) og rig flora på 278 forskellige arter, heraf 44 arter vandplanter f.eks. åkander, vandkastanjer samt de berømte lotusblomster (Nelumbo nucifera Gaertn), der står i fuldt flor i august. I deltaet findes naturbeskyttelsesområder og mulighed for bådudflugter.

## Personer
- Eugen Kapp (1908–1996), estisk komponist.
- Ilja Nikolajevitj Uljanov (1831–1886), Aleksander Uljanov og Vladimir Lenins far.
- Vasilij Kirillovitj Trediakovskij (1703–1768), russisk poet.
- Rinat Dasajev (født 1957), målmand på det sovjetiske fotboldlandshold.

## Venskabsbyer
- Ahmedabad, Indien
- Brest, Hviderusland
- Atyrau/Gurjev, Kazakstan
- Grand-Popo, Benin
- Ljubljana, Slovenien